# Путевой (Ульяновская область)
Путевой — разъезд в Чердаклинском районе Ульяновской области. Входит в Бряндинское сельское поселение.

## География
Находится на железнодорожной линии Ульяновск-Димитровград на расстоянии примерно 23 км по прямой на восток от районного центра поселка Чердаклы.

## История
Разъезд «Путевой» был открыт в 1900 году на линии станция «Часовня-Пристань» (у слободы Канава) — станция «Мелекес» Волго-Бугульминской железной дороги. Изначально назывался платформа Волково.

## Население
| 2010 |
| ---- |
| 5    |

Население составляло 7 человек в 2002 году (русские 57 %), 5 по переписи 2010 года.